# Harold Weber
Harold Weber (n. 20 martie 1882, Toledo, Ohio, SUA – d. 7 noiembrie 1933, Littleton⁠(d), New Hampshire, SUA) a fost un jucător de golf ce a reprezentat Statele Unite ale Americii, medaliat olimpic. A participat la o ediție a Jocurilor Olimpice (1904) în care a câștigat o medalie de bronz.

## Participări
Lista de mai jos prezintă principalele competiții la care a participat Harold Weber de-a lungul carierei.
- golf at the 1904 Summer Olympics – men's team[*]